# 2-etilmalato sintasi
La 2-etilmalato sintasi è un enzima appartenente alla classe delle transferasi, che catalizza la seguente reazione:
acetil-CoA + H2O + 2-ossobutanoato ⇄ (R)-2-etilmalato + CoA
L'enzima agisce anche sul (R)-2-(n-propil)-malato. Precedentemente è stato erroneamente incluso nel 3-etilmalato sintasi numero EC 2.3.3.7.